# NGC 5572
NGC 5572 је спирална галаксија у сазвежђу Волар која се налази на NGC листи објеката дубоког неба.
Деклинација објекта је + 36° 8' 27" а ректасцензија 14h 19m 35,3s. Привидна величина (магнитуда) објекта NGC 5572 износи 14,3 а фотографска магнитуда 15,1. NGC 5572 је још познат и под ознакама UGC 9173, MCG 6-31-99, CGCG 191-79, IRAS 14174+3622, MK 677, KUG 1417+363, PGC 51195, CGCG 192-2, PGC 51196.